# Gmina Jesenje
Gmina Jesenje (chorw. Općina Jesenje) – gmina w Chorwacji, w żupanii krapińsko-zagorskiej. W 2011 roku liczyła 1560 mieszkańców.